# فلاديسلاف تيورين
فلاديسلاف تيورين (بالروسية: Тюрин, Владислав Вадимович)‏ هو لاعب كرة قدم روسي في مركز الوسط، ولد في 18 أبريل 2000 في ساراتوف في روسيا. لعب مع كريليا سوفيتوف سامارا.

## وصلات خارجية
- فلاديسلاف تيورين على موقع قاعدة بيانات كرة القدم.إي يو (الإنجليزية)
- فلاديسلاف تيورين على موقع Soccerway.com (الإنجليزية)